# Toʻlqinboy Turgʻunov
Toʻlqinboy Bulturaliyevich Turgʻunov (ur. 6 lutego 1977 w Qorasuv) – uzbecki bokser, srebrny medalista mistrzostw świata w Houston. W 1999 roku otrzymał tytuł „Dumy Uzbekistanu” (Oʻzbekiston iftixori), a w 2000 roku – tytuł „Zasłużonego sportowca Republiki Uzbeskitanu” (Oʻzbekiston Respublikasida xizmat koʻrsatgan sportchi).

## Kariera amatorska
W 1999 zdobył srebrny medal podczas mistrzostw świata w Houston. W finale przegrał z Amerykaninem Ricardo Juárezem.